# Kościół Świętego Krzyża w Jaworznie-Jeleniu
Kościół Świętego Krzyża – rzymskokatolicki kościół parafialny należący do dekanatu jaworznickiego św. Wojciecha BM diecezji sosnowieckiej. Znajduje się w Jeleniu, dzielnicy Jaworzna, w województwie śląskim.
Historia kościoła zaczyna się w połowie XVII wieku, kiedy to hrabia Ludwik Mikołaj Grabiański, który wydzierżawił Jeleń od biskupów krakowskich, wybudował tutaj kaplicę. Obiekt ten został konsekrowany w dniu 5 listopada 1691 roku przez biskupa krakowskiego, Jana Małachowskiego. Ta murowana kaplica z półkolistą apsydą posiadała zakrystię i do jej wyposażenia należały m.in. ołtarz główny oraz dwa boczne. Należała w tym czasie do parafii Jaworzno. Odrębna parafia w Jeleniu została erygowana w 1914 roku przez biskupa krakowskiego, księcia Adama Stefana Sapiehę. Z biegiem lat kaplica okazała się za mała dla potrzeb wiernych. Projekt rozbudowy kaplicy opracował Stanisław Filipkiewicz. Stara kaplica stała się integralną częścią nowej świątyni, której kształt nawiązuje do architektury neobarokowej. Prace budowlane zostały rozpoczęte w 1934 roku. Trzynawowy korpus, nakryty dwuspadowym dachem z sygnaturką, jest zamknięty półkolistą absydą. W latach siedemdziesiątych XX wieku budowla została otynkowana i wyposażona.  Do dziś zachował się ołtarz główny pochodzący z czasów fundacji Mikołaja Grabiańskiego. Ponowna konsekracja świątyni odbyła się w dniu 5 października 1975 roku. Przewodniczył jej kardynał Karol Wojtyła. W 1995 roku do gmachu kościoła została dostawiona wieża.